# ريكالي
ريكالي (بالإيطالية: Recale) هي كومونا في مقاطعة كزرتة في منطقة كمبانية الإيطالية، وتقع على بعد 25 كيلومترًا (16 ميلًا) شمال نابولي و 3 كيلومترًا (2 ميلًا) جنوب غرب كزرتة.